# Finska mästerskapet i bandy 1987/1988
Finska mästerskapet i bandy 1987/1988 spelades som dubbelserie följd av slutspel. IFK Helsingfors vann mästerskapet.

## Mästerskapsserien

### Slutställning
| Lag                          | Spelade | Vinster | Oavgjorda | Förluster | Målskillnad | Poäng |
| ---------------------------- | ------- | ------- | --------- | --------- | ----------- | ----- |
| IFK Helsingfors              | 18      | 13      | 0         | 5         | 91–47       | 26    |
| OLS                          | 18      | 10      | 3         | 5         | 75–44       | 23    |
| Lappeenrannan Veiterä        | 18      | 10      | 2         | 6         | 86–64       | 22    |
| Botnia-69                    | 18      | 9       | 2         | 7         | 60–57       | 20    |
| Porvoon Akilles              | 18      | 9       | 0         | 9         | 68–78       | 18    |
| Veitsiluodon Vastus          | 18      | 8       | 1         | 9         | 74–68       | 17    |
| OPS                          | 18      | 7       | 3         | 8         | 65–59       | 17    |
| Jyväskylän Seudun Palloseura | 18      | 8       | 1         | 9         | 56–61       | 17    |
| Warkauden Pallo -35          | 18      | 7       | 2         | 9         | 81–79       | 16    |
| Mikkelin Kampparit           | 18      | 1       | 2         | 15        | 34–133      | 4     |

Kampparit åkte ur serien direkt. WP-35 kvar efter kvalspel. Nykomling blev Rovaniemen Palloseura.

### Grundseriens skytteliga
| Placering | Spelare           | Lag     | Mål |
| --------- | ----------------- | ------- | --- |
| 1.        | Leo Segerman      | Veiterä | 31  |
| 2.        | Kari Kittilä      | Vastus  | 30  |
| 3.        | Veikko Niemikorpi | HIFK    | 29  |

## Semifinaler
Semifinaler spelades i dubbelmöte, där det sämre placerade laget i serien började på hemmaplan. 
| Lag 1                 | Resultat | Lag 2           | Match 1    | Match 2    |
| --------------------- | -------- | --------------- | ---------- | ---------- |
| Botnia-69             | 6–15     | IFK Helsingfors | 3–10 (0–6) | 3–5 (1–2)  |
| Lappeenrannan Veiterä | 15–5     | OLS             | 5–1 (1–0)  | 10–4 (2–2) |

## Finaler
| Lag 1           | Resultat  | Lag 2                 |
| --------------- | --------- | --------------------- |
| IFK Helsingfors | 4–3 (3–1) | Lappeenrannan Veiterä |

## Slutställning
| Placering | Lag                   |
| --------- | --------------------- |
| 1.        | IFK Helsingfors       |
| 2.        | Lappeenrannan Veiterä |
| 3.        | OLS                   |
| 4.        | Botnia-69             |

## Finska mästarna
HIFK: Risto Ruokolainen, Ben Söderling, Johan Stierncreutz, Olli Pylsy, Kari Kiviharju, Mika Sirkkiö, Kari Peuhkuri, Heikki Raitavuo, Veikko Niemikorpi, Sami Lehto, Tuomo Säävälä, Mika Mutikainen, Yrjö Skaffari, Jarmo Haavisto, Petri Partanen, Rami Koivisto. Tränare Raine Salminen.